# Brand activism

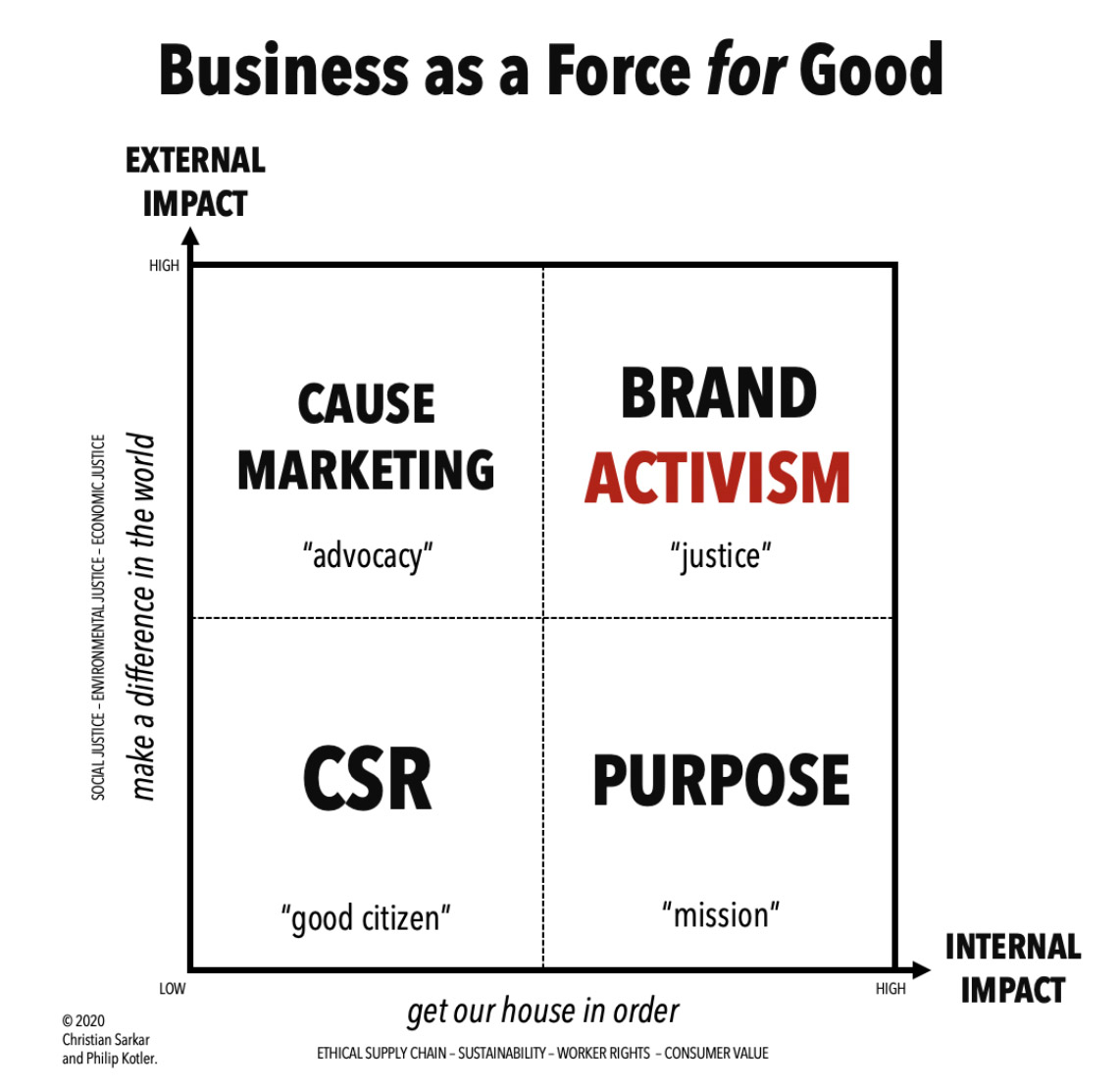
Dal cause marketing al brand activism

Il brand activism è un modello di business nel quale il perseguimento degli obiettivi economici è correlato o subordinato all’impegno dell’impresa in cause di rilevanza sociale, politica e ambientale. In questa prospettiva, l’azienda e la marca non operano solamente come attori del mercato ma, grazie al ruolo attivo assunto in iniziative volte a favorire il bene comune, come promotori dei processi di cambiamento che le più impellenti problematiche del nostro tempo richiedono. Il brand activism si pone quindi come naturale evoluzione dei programmi di corporate social responsibility: mentre tuttavia questi vincolano l’attività dell’azienda al rispetto di standard normativi o principi etici adottati su base volontaria che ne regolano l’impatto sociale e ambientale, ma sempre entro un’ottica di massimizzazione del profitto, nel brand activism l’intervento dell’azienda è finalizzato in primo luogo al soddisfacimento di esigenze sociali esterne alla produzione e al commercio. Si distingue inoltre da pratiche affini quali il cause marketing, per la maggiore continuità delle iniziative a sfondo sociale e loro più profonda integrazione nella politica aziendale, e il brand purpose, in virtù di una maggiore enfasi sull’operatività rispetto alla semplice dichiarazione d’intenti.

## Origini
Il brand activism è un fenomeno recente. Il termine compare sporadicamente nella letteratura manageriale intorno alla metà degli anni Dieci, fino a risultare nel 2017, secondo l’istituto di ricerca Interbrand, come la tendenza di marketing da tenere sotto più stretta osservazione. La crescente attenzione ricevuta in ambito professionale e accademico si è tuttavia avuta con la pubblicazione del volume Brand activism. Dal purpose all’azione di Philip Kotler e Christian Sarkar. Gli autori distinguono peraltro tra un attivismo “progressivo”, teso a migliorare il benessere della collettività, e un attivismo “regressivo”, nel caso di aziende che tendono a nascondere o minimizzare gli effetti negativi dei propri prodotti su salute o ambiente.
In larga parte, le istanze portate avanti nell’ambito del brand activism discendono dalle forme di dissenso e di attivismo politico e sociale che hanno avuto e tuttora hanno proprio nelle grandi corporation, e più in generale nella società dei consumi, uno dei bersagli preferenziali, in quanto responsabili di forme d’ingiustizia sociale e del depauperamento delle risorse naturali. La stessa espressione “brand activism” compare infatti nelle fonti bibliografiche, fino al 2015, quasi esclusivamente nella formula “anti-brand activism”, o comunque nel senso di un’opposizione critica all’operato delle marche sulla falsariga del saggio No Logo di Naomi Kleim. Una serie di fattori hanno concorso a far sì che quelle stesse urgenze sostenute da movimenti di protesta e aree della controcultura siano state incorporate all’interno della strategie aziendali. Tra i motivi alla base di questo cambio di paradigma si possono annoverare:
- un calo di fiducia nelle istituzioni governative preposte alla soluzione delle emergenze ambientali e civili, cui hanno fatto riscontro crescenti aspettative nei confronti dei brand come motori del cambiamento sociale. Secondo le ricerche Meaningful Brands 2019 di Havas[8] ed Edelman Trust Barometer 2019[9], rispettivamente il 55% e il 49% dei consumatori ritiene che le imprese possano avere un ruolo più importante dei governi nella creazione di un futuro migliore.
- l’evoluzione della figura del consumatore che, soprattutto nella fascia di popolazione dei Millennials e della Generazione Z, si mostra più critico, responsabile e attento alle conseguenze legate alle sue scelte di acquisto[10], oltre che in grado di far sentire la propria voce grazie all’affermazione dei canali digitali e dei social media[11]. Come diretta conseguenza di ciò, il comportamento sociale dell’impresa diventa una variabile determinante nelle decisioni d’acquisto. Secondo l’Osservatorio Civic Brands di Ipsos Italia, il 63% degli intervistati ritiene giusto che marchi e aziende, oltre a vendere prodotti e servizi, agiscano in prima persona rispetto a questioni sociali rilevanti, mentre il 43% afferma di aver smesso di comprare prodotti o servizi di marche o aziende perché deluso dal loro comportamento[12]. Su scala internazionale, i dati dell’Edelman Barometer 2019 confermano che il 53% dei cittadini ritiene che ogni brand dovrebbe essere coinvolto in almeno una questione sociale estranea al proprio business[9] e il 64% dichiara di scegliere i propri brand sulla base del loro atteggiamento in merito alle sfide sociali[13]. La stessa percentuale di cittadini, secondo Meaningful Brands™ 2021, preferisce acquistare da aziende che cui viene riconosciuto uno scopo ulteriore rispetto al profitto, mentre il 53% si dice disposto a pagare di più per un marchio che manifesta una chiara presa di posizione su questioni sociali e ambientali[14].
- il passaggio da un modello di marketing transazionale focalizzato sul processo di vendita a un modello di marketing relazionale, orientato, sempre grazie alla diffusione delle tecnologie digitali, a sviluppare interazioni stabili con la clientela, in linea con le tesi del Cluetrain Manifesto e con l’assioma che le riassume: “i mercati sono conversazioni”.
- l’affermarsi di un modello di Marketing umanistico denominato 3.0[15], nel quale sono i valori sostenuti dalle stesse imprese e condivisi con la clientela a guidare un programma di sviluppo economico attento al futuro della società e alla salute del pianeta.
- la proposta di un sistema di governance aziendale, etichettato come “capitalismo degli stakeholder”, per il quale il successo di una azienda non si misura soltanto attraverso metriche di tipo finanziario ma attraverso forme di rendiconto, come il bilancio sociale, che tengono conto anche dei risultati in materia ambientale e sociale (la cosiddetta “triple bottom line”, people, planet and profit).

Da queste considerazioni, una parte del mondo delle imprese ha preso coscienza che la propria prosperità non può prescindere dall’estendere la propria influenza in una direzione etica e solidaristica, sia attraverso alleanze con organizzazioni non-profit, sia mediante investimenti, progetti e campagne di comunicazione autonomi e mirati.

## Applicazioni
Le tematiche intorno alle quali l’impresa può incentrare i propri sforzi sono tante quante le sfide e i conflitti che la società contemporanea si trova ad affrontare. Kotler e Sarkar hanno identificato sei tipologie di attivismo e sette aree d’intervento, tra loro interconnesse, a cui prestare maggiori attenzioni.
I sei settori di riferimento includono:
- l’attivismo sociale: riguarda le problematiche legate ai diritti umani, alle discriminazioni di genere, di etnia e di età, alla sicurezza sociale, alla privacy, all’istruzione ecc;
- l’attivismo aziendale: riguarda principalmente la governance, ovvero l'organizzazione dell'azienda, la gestione della filiera, le retribuzioni, le condizioni lavorative, le relazioni sindacali, la formazione professionale ecc;
- l’attivismo politico: copre questioni politiche come il lobbismo, l’esercizio del diritto di voto, le politiche migratorie, la democrazia;
- l’attivismo ambientale: si occupa della protezione dell'ecosistema, quindi dell'uso del suolo, delle fonti rinnovabili, del controllo delle emissioni, dell’inquinamento idrico ecc;
- l’attivismo economico: riguarda ad esempio le politiche fiscali e di salario minimo, le disparità di trattamento economico, la redistribuzione della ricchezza e il sostegno al mercato equo e solidale;
- l’attivismo giuridico: è volto a incoraggiare le normative che incidono positivamente sull'occupazione, sulle condizioni di lavoro e sulla sicurezza sul posto di lavoro, sull'inclusione e sulla trasparenza della comunicazione.

Le sette principali aree critiche a cui dedicare impegno e risorse sono invece:
- il cambiamento climatico, e il conseguente degrado dell’ecosistema;
- la disuguaglianza, economica, sociale e di genere;
- l’estremismo e il crescente sentimento di intolleranza;
- le migrazioni e il problema dei rifugiati e richiedenti asilo,
- la corruzione e la condotta disonesta di una parte di coloro che detengono il potere;
- l’istruzione, volta a favorire l’apprendimento di nuove competenze in linea con i cambiamenti del mondo del lavoro;
- la crescita demografica su scala globale e la conflittualità che ne consegue per l’accesso alle risorse.

## Aspetti critici
Pur perseguendo ideali prosociali, il brand activism può portare benefici diretti all’impresa sia in termini di legittimazione morale e reputazione presso il pubblico, sia come strategia di differenziazione rispetto alle aziende concorrenti, rappresentando quindi un vantaggio competitivo. Entrambi questi aspetti possono tradursi in un ritorno anche sotto il profilo economico. È tuttavia altrettanto vero che, soprattutto in una prospettiva di mercato globale, una presa di posizione netta su temi controversi - quali l’immigrazione, i diritti della comunità LGBT+, il matrimonio egualitario, il sostegno esplicito a personaggi politici, le restrizioni sulla detenzione delle armi - può risultare impopolare presso strati dell’opinione pubblica, con riflessi negativi anche sulle performance economico-finanziare dell’impresa. Il tradizionale boicottaggio dei prodotti di un’azienda può infatti manifestarsi tanto come reazione a comportamenti aziendali ritenuti scorretti, quanto come forma di disapprovazione per l’adesione a una causa sociale sgradita (per contro, il neologismo buycott denota invece l’acquisto intenzionale di un prodotto di marca come espressione del supporto alle azioni di brand activism intraprese). Relativamente al mercato statunitense, in un sondaggio del 2017 condotto da Cone Communications, l’87% dei consumatori ha affermato di essere propenso ad acquistare un prodotto in quanto l’azienda produttrice supporta una causa in linea con le proprie opinioni, ma al tempo stesso il 76% si è dichiarato incline a rinunciarci quando questa patrocini una causa contraria alla propria sensibilità. Su quest’ultimo aspetto, il tasso di consumatori italiani che avrebbe effettivamente smesso di comprare determinati prodotti come reazione alle parole o azioni di una marca si attesterebbe al 47%. Sull’opportunità di schierarsi apertamente su temi divisivi, è stata comunque osservata una forte reticenza sia da parte degli investitori che degli operatori di marketing, mentre gli effetti sul pubblico sembrano da altre analisi presentare una relazione asimmetrica sfavorevole, con conseguenze negative sulle intenzioni d’acquisto in caso di disaccordo con la posizione assunta dal brand, neutre in caso di consenso.
Più in generale, alcuni studi mettono in discussione, anche sul fronte dei consumatori, il reale coinvolgimento verso l’attivismo sociopolitico dei marchi, fornendo dati discordanti rispetto a rilevazioni analoghe. Un’indagine Comscore del 2019 ha messo in luce come solo il 15% dei consumatori degli Stati Uniti e del Regno Unito siano d'accordo con l’affermazione secondo cui le aziende devono appoggiare cause sociali o politiche, una quota identica o poco superiore a quanti non lo ritengono necessario. La stessa indagine evidenzia come le cause avallate dai brand siano agli ultimi posti come fattori determinanti la scelta d’acquisto (solo l’1% del campione le ritiene il fattore più importante, contro il 44% che basa la propria spesa principalmente sul fattore prezzo).
Un ulteriore rischio cui vanno incontro le iniziative di brand activism è quello di essere percepite come una forma di opportunismo che sfrutta la rilevanza delle tematiche socio-ambientali per strategie di marketing di facciata, senza un autentico slancio ideale o in aperta contraddizione con alcune condotte aziendali. Quando ciò corrisponde alla realtà dei fatti, come ha sottolineato il CEO di Unilever Alan Jope, si mina la credibilità dell’intero movimento. Si parla in questi casi di woke-washing, espressione composta dall’aggettivo “woke”, nel senso di “vigile riguardo alle ingiustizie sociali”, e dal verbo “to whitewash” (letteralmente "imbiancare”), e coniata sul modello di termini simili (greenwashing, pink-washing, rainbow washing).

## Esempi
- Il brand di abbigliamento outdoor Patagonia è considerato il punto di riferimento in tema di brand activism[26] grazie a una serie d’iniziative di lungo periodo e occasionali:
  - donazione dell’1% di tutte le entrate globali a organizzazioni che lottano per la salvaguardia dell’ecosistema e lancio della piattaforma digitale Patagonia Action Works, per favorire il finanziamento e il volontariato a favore di soggetti impegnati nel miglioramento dell’ambiente[27];
  - produzione del 40% dei capi in stabilimenti certificati Fair Trade e versamento di un bonus monetario per ogni articolo prodotto in un conto controllato dai lavoratori stessi degli stabilimenti di confezionamento[28];
  - attivazione di centri per la riparazione o il riciclaggio dei capi usati[29];
  - produzione di contenuti[30] e documentari[31] per la sensibilizzazione sulle tematiche ambientali;
  - avvio di una causa legale contro l’ex-presidente americano Trump per la sua decisione di ridurre l'area di due monumenti naturali nazionali[32];
  - donazione del 100% dei ricavi ottenuti nel Black Friday del 2016 ad associazioni ambientaliste[33];
  - lancio della campagna contro lo shopping selvaggio “Don’t buy this jacket” in occasione del Black Friday 2011[34];
- Il repentino cambio di rotta nella comunicazione di Gillette, che con la campagna del 2019 "The best men can be" ha inteso ridefinire i canoni della virilità e combattere le manifestazioni di una mascolinità tossica[?], ha incontrato lo scetticismo sia di una parte della audience, che lo ha interpretato come una cinica mossa con finalità di lucro[35], sia di parte della clientela tradizionale, che lo ha giudicato come una forma di sessismo inverso e ne ha proposto il boicottaggio[36], sia infine della stampa specializzata, che ha messo in dubbio la convenienza economica dell'operazione[37].
- Nel 2018, per celebrare il 30º anniversario dello slogan "Just Do It", Nike ha ingaggiato come testimonial Colin Kaepernick, il quarterback della NFL che inginocchiandosi durante l'inno nazionale americano diede inizio a questa particolare forma di protesta contro le violenze subite dalla comunità afro-americana. Il caso ha diviso l’opinione pubblica e acceso la discussione sulla strumentalizzazione delle questioni socialmente più pressanti da parte di un marchio commerciale[38].
- A seguito delle accuse di superficialità e incongruenza, nel 2017 Pepsi ha diffuso un comunicato di scuse e ritirato uno spot con la modella Kendall Jenner, nel quale la testimonial mette d'accordo un corteo di manifestanti e uno schieramento di poliziotti in tenuta antisommossa offrendo una lattina della bibita a un agente[39].
- Lo spot Audi per il Super Bowl 2017, che attraverso una storia emozionale poneva l’azienda come portabandiera nella lotta contro il divario retributivo di genere, è stato criticato per il fatto che nessuna donna sedeva all’epoca nel consiglio d'amministrazione dell'azienda[40].